# آلاشت
آلاشْت یکی از شهرهای شهرستان سوادکوه در استان مازندران ایران است. مردم آلاشت از قومیت طبری هستند و به مازندرانی صحبت می‌کنند. نام آلاشت در زبان مازندرانی به معنی آشیانه عقاب است. وجه تسمیه آن احتمالاً وجود عقاب‌های فراوان در کوه‌های بلند این منطقه است. راه دسترسی به آلاشت در شهر پل سفید قرار دارد. محل تولد رضاشاه در زمان حکومت پهلوی با عنوان «زادگاه بنیان‌گذار پهلوی» شناخته می‌شد و اکنون به عنوان موزه مردم‌شناسی آلاشت پذیرای گردشگران و توریست‌ها است. گفته می‌شود پس از انقلاب ۱۳۵۷ ایران تلاش‌هایی برای تخریب این مکان صورت گرفته بود. منطقه آلاشت نیز با طبیعت خود خالی از آبشار نیست. یکی از این آبشارها به نام آبشار نارم در سی و پنج کیلومتری جنوب غرب آلاشت واقع است.

## جغرافیای انسانی
مطابق با سرشماری نفوس و مسکن در سال ۱۳۸۵، آلاشت دارای ۲۸۷ خانوار و جمعیتی معادل ۹۷۶ نفر می‌باشد که ۴۷۸ نفر مرد و ۴۹۸ نفر زن می‌باشند. جمعیت باسواد شهر ۷۴۴ نفر می‌باشد که شامل ۳۹۰ نفر مرد و ۳۵۴ نفر زن می‌شود. در این شهر ۱۷۳ نفر بی‌سواد می‌باشند. طبق آمار جمعیتی سال ۱۳۹۵ جمعیت آلاشت ۱۲۰۰ نفر می‌باشد. آلاشت از چند محله تشکیل شده و نام خانوادگی بیشتر اهالی، پسوند همان محله را نیز دارد. یکی از سرگرمی‌های سالخوردگان آلاشت، جمع‌آوری گیاهان دارویی در فصل بهار است.

## جمعیت
بر اساس سرشماری سال ۱۳۹۵ جمعیت این شهر برابر با ۱٬۱۹۳ نفر جمعیت بوده است. مردم آلاشت به گویش سوادکوهی که گویشی از زبان مازندرانی است صحبت می‌کنند.

### دوران باستان

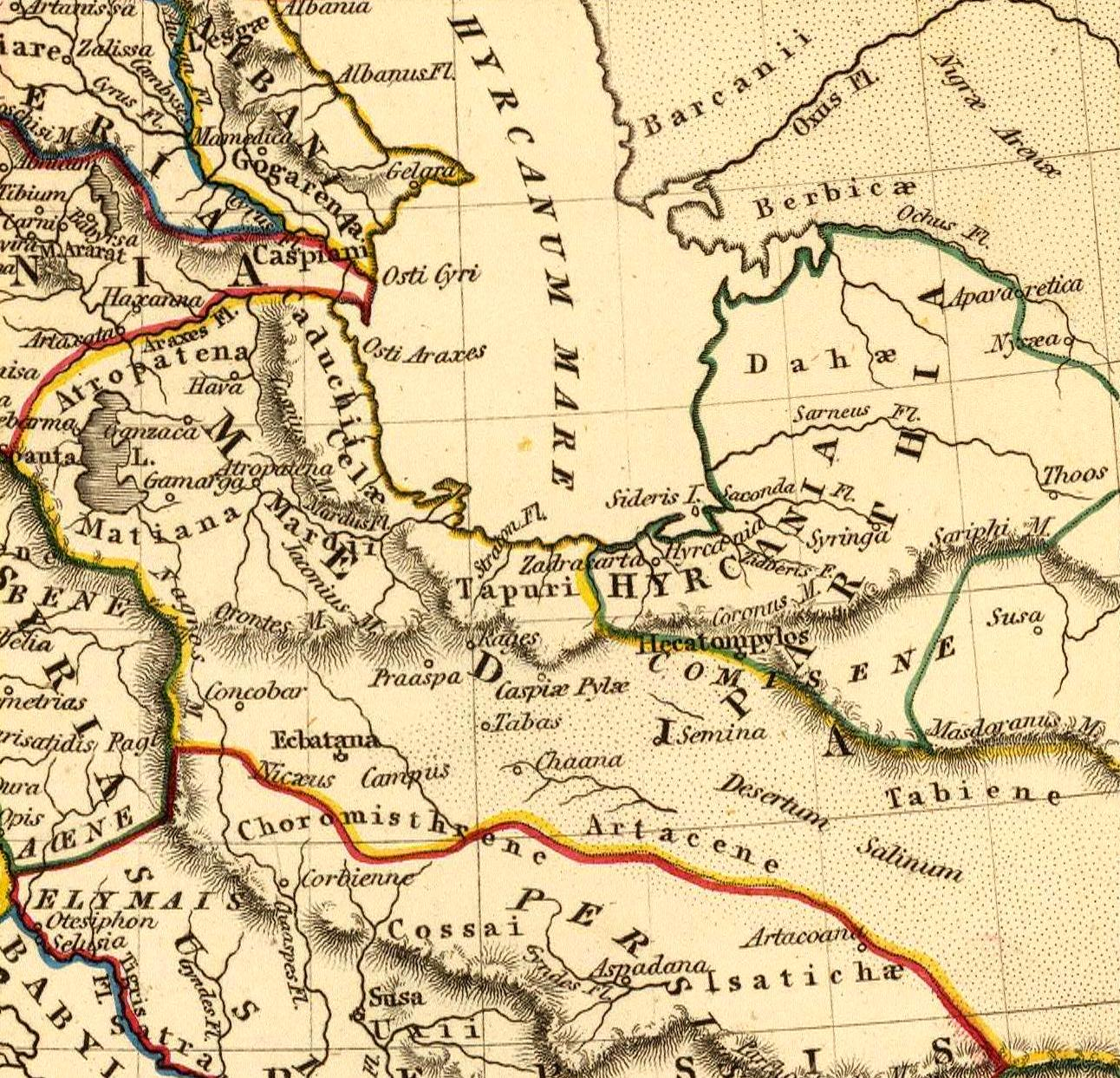
موقعیت تپورها در قرن دوم قبل از میلاد، از شرق سپیدرود تا اسرم هیرکانیا

استان مازندران پیش از اسلام تپورستان (به پهلوی: ) نامیده می‌شد که برگرفته از نام قوم تپوری (به یونانی: Τάπυροι) می‌باشد که پس از اسلام قوم طبری نام گرفتند و سرزمینشان طبرستان نامیده شد.
به اعتقاد مورخان آماردها نخستین سکنه باستانی مازندران بودند و آماردها از آمل تا تنکابن و تپورها از آمل تا گرگان سکونت داشتند. در عصر هخامنشی در کرانه جنوبی دریای مازندران اقوام، تپوری، آمارد، آناریاکه و کادوسی سکونت داشتند. مورخان آماردها را به مردمان داهه و سکایی و پارسی پیوند داده‌اند.
هرودوت از قبیله مارد (mardes) در کنار دائی‌ها (daens)، دروپیک‌ها (dropiques)، و ساگارتی‌ها (sagarties) به عنوان پارس‌های کوچنشین و صحراگرد یاد کرده است. پلینیوس مورخ یونانی محل آماردها را قسمت شرقی مارگانیا شناسایی کرده است. استرابون(۶۳ ق. م) قوم آمارد را در کنار اقوام تپوری، کادوسی و کرتی به عنوان اقوام کوهستان نشین شمال کشور یاد می‌کند. استرابو می‌نویسد: تمام مناطق این کشور به استثنای بخشی به سمت شمال که کوهستانی و ناهموار و سرد است و محل زندگی کوهنشینانی به نام کادوسی (Cadusii) و آماردی (Amardi) و تپوری (Tapyri) و کرتی (Cyrtii) و سایر مردمان دیگراست، حاصلخیز است.
به گفته واسیلی بارتلد تپوری‌ها در قسمت جنوب شرقی ولایت سکونت داشتند و در قید اطاعت هخامنشیان درآمده بودند و آماردها مغلوب اسکندر مقدونی و بعد مغلوب اشکانیان شدند و اشکانیان در قرن دوم ق.م. آنها را در حوالی ری سکونت دادند و اراضی سابق آماردها به تپوری‌ها اهدا شد و بطلمیوس در شرح دیلم یعنی قسمت شرقی گیلان در ساحل بحر خزر در آن زمان از تپوری‌ها نام می‌برد.به گفته یحیی ذکا در «کاروند کسروی» آورده است: آماردان یا ماردان، در زمان لشکر کشی اسکندر مقدونی به ایران، این تیره در مازندران نشیمن می‌داشتند و آن هنگام هنوز قبایل تپوران به آنجا نیامده بودند. به گفته مجتبی مینوی قوم آمارد و قوم تپوری در سرزمین مازندران می‌زیستند و تپوری‌ها در ناحیه کوهستانی مازندران و آماردها در ناحیه جلگه‌ای مازندران سکونت داشتند. در سال ۱۷۶ ق. م فرهاد اول اشکانی قوم آمارد را به ناحیه خوار کوچاند و تپوری‌ها تمام ناحیه مازندران را فرو گرفتند و تمام ولایت به اسم ایشان تپورستان نامیده شد.

## وضعیت جغرافیایی

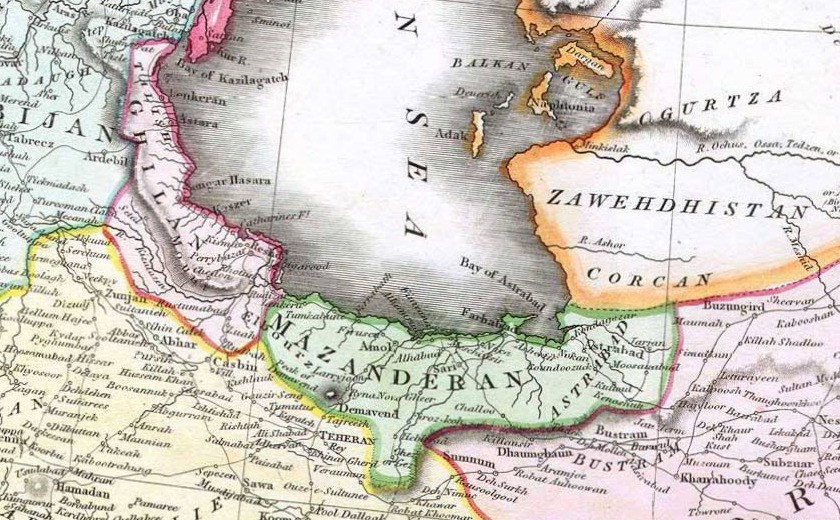
نقشه قدیم مازندران ۱۸۱۴ میلادی

آلاشت در ارتفاع ۱۹۰۰ متری سطح دریا قرار گرفته است، دامنهٔ دمای این شهر بین ۷٫۵ تا ۱۰ درجهٔ سانتی‌گراد و میانگین بارندگی سالانهٔ آن بین ۵۰۰ تا ۷۰۰ میلی‌لیتر است. آلاشت دارای حیات وحش حفاظت شده است که می‌تواند درختان سیاه ریشه مانند گردو، فندوق و گیلاس را در خود پرورش دهد.
در ورودی آلاشت یک دوراهی وجود دارد که یکی از آن‌ها به امام‌زاده حسن یا به قول محلی‌ها «سرکوه» و دیگری به داخل شهر و روستاهای «سوادرودبار» و «هلی چال» و «چرات» و … می‌رسد. روستای سوادرودبار یا در زبان محلی ساتروآر از دو قسمت پایین محله و بالا محله تشکیل شده است که شغل مردم آن دام‌پروری است و درگذشته به کشت گندم نیز می‌پرداختند ولی امروزه سیب زمینی و چغدر کشت اصلی آن است.

## معماری
محله قدیمی آلاشت در ۱۹ تیرماه سال ۱۳۴۸ هجری شمسی توسط وزارت فرهنگ و هنر به دلیل داشتن شاخصه‌های معماری بومی و ارزشمند با شماره ثبت ۸۶۷ ثبت ملی شد.
کوچه‌های تنگ و باریک با مصالح بومی، سقف‌های تخته پوش، جداره‌های ارزشمند همه و همه نشانی از اصالت این بافت تاریخی می‌باشد، بافت قدیمی و کوچه‌های شهر مقیاسی انسانی داشته و دارای ارزش تاریخی می‌باشد.
در ۲۴ اسفندماه سال ۱۳۸۸، ۵۷ هکتار از محدوده بافت تاریخی آلاشت توسط رئیس سازمان میراث فرهنگی به وزیر وقت کشور به همراه ضوابط عمومی حفظ بافت ابلاغ گردید، بافت قدیمی، ملی و ارزشمند آلاشت بار دیگر در مهرماه سال ۱۳۹۳، به همراه ۱۶۷ محدوده بافت تاریخی با سیزده رویکرد عمومی برای حفاظت از آن‌ها توسط شورای عالی معماری و شهرسازی به استانداری ابلاغ گردید.
در مازندران محدوده بافت تاریخی ۶ شهر از جمله شهرهای بابل، قائمشهر، بابلسر، ساری، آمل و آلاشت در میان ۱۶۸ بافت ارزشمند کشور به شهرداری‌ها و استانداری ابلاغ گردید، وسعت محدوده بافت تاریخی آلاشت نسبت به کل شهر در مقایسه با پنج شهر دیگر به مراتب بیشتر و نزدیک به ۷۰٪ از بافت شهر بوده، همچنین محدوده بافت تاریخی الاشت به دلیل ثبت ملی شدن تنها محدوده بافت تاریخی ثبت شده در میراث کشور می‌باشد.

## ساختمان‌های قدیمی

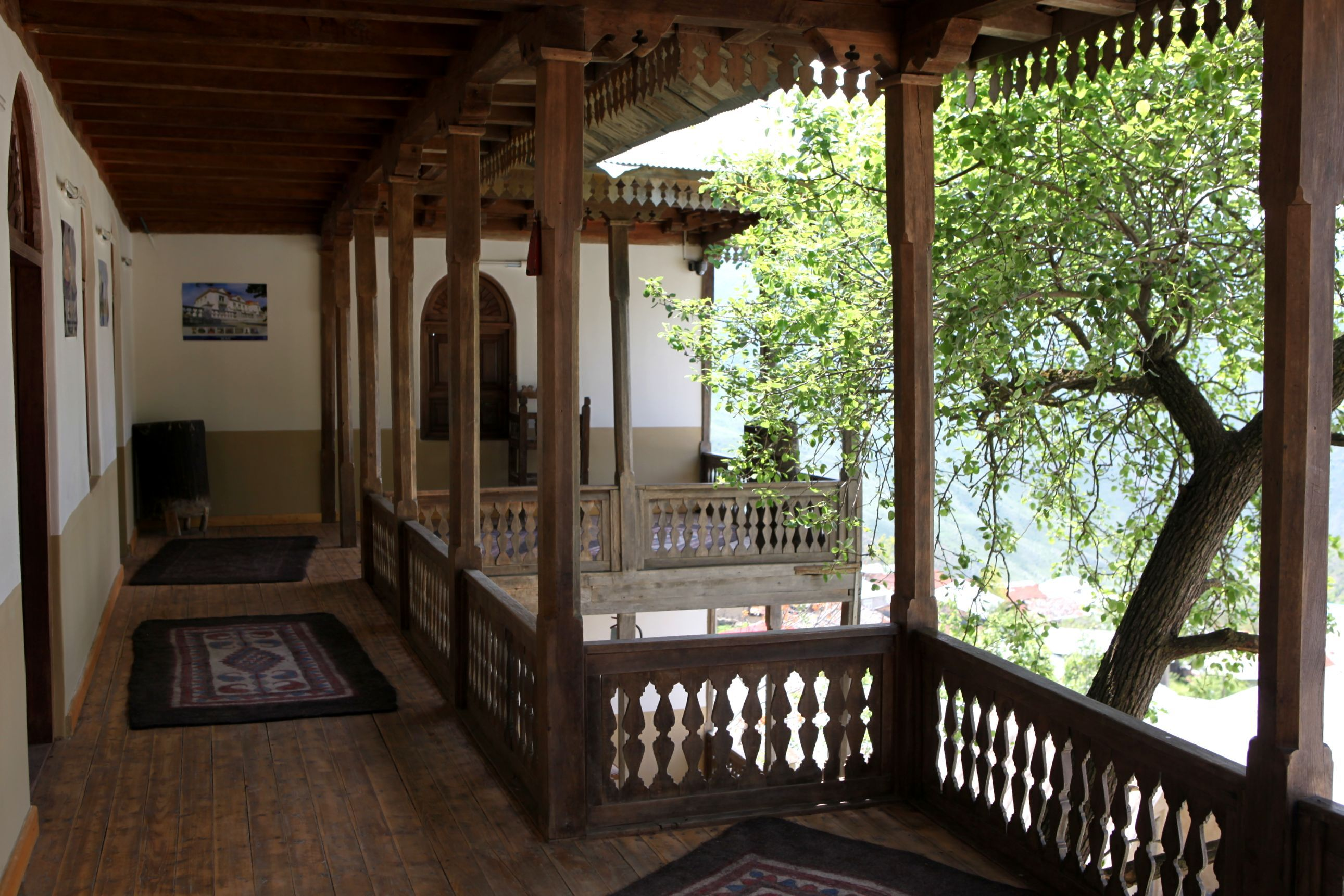
زادگاه رضاشاه

آلاشت به دلیل موقعیت جغرافیایی خود، کمتر مورد توجه فاتحین ایران بوده است. خانه‌ای که رضاشاه در آن به دنیا آمد، در حال حاضر موزه مردم‌شناسی است. این بنا با قدمت ۲۰۰ ساله در دهه ۸۰ از کتابخانه به موزه مردم‌شناسی تغییر کاربری شد و عموم مردم برای بازدید از آن اقدام می‌نمایند. علاوه بر موزهٔ مردم‌شناسی، مسجد امام حسین توسط حسین لرزاده معمار نام آشنا دوره پهلوی دوم نیز نزد مردم از اهمیت خاصی برخوردار است این مسجد در سال ۱۳۵۲ به‌دستور محمدرضاشاه، پادشاه وقت ایران ساخته شد. مسجد امام حسین با معماری منحصربه‌فرد، طاق‌نماهای جناغی، پلان درون‌گرا و کشیدگی باسیلیکایی و گنبد ۱۲ وجهی رک یکی از زیباترین مساجد شمال ایران بوده که با مصالح مختص به اقلیم سرد و کوهستانی (عمدتاً سنگ) چشم هر بیننده‌ای را به خود جذب می‌نماید.
جز این دو ساختمان، ساختمان خاص دیگری در جنوب شرقی آلاشت و در جوار روستای گلیان به نام دختر پاک وجود دارد، این ساختمان مقبره یک دختر معصوم بوده که از زمان‌های قدیم معتقد بوده‌اند تنها زنان می‌توانند از این آرامگاه بازدید نمایند و مردان حق ندارند وارد این مزار شوند، طبق مستندات و مطالعات انجام شده این مقبره از قبل معبد آناهیتا (الهه آب) بوده است و سه مشخصه معابد آناهیتا (بالای تپه بودن، نزدیک رودخانه بودن و پلان مربع مستطیل) را داراست.

## صنایع دستی
یکی از بزرگ‌ترین سرمایه‌های معنوی آلاشت، بانوان هنرمندش هستند، از زمان‌های قدیمی زنان دوش به دوش مردان علاوه بر کار خانه با هنر دستان خود نیز به اقتصاد خانواده کمک می‌کرده‌اند، بزرگ‌ترین هنر صنایع دستی در این منطقه یقیناً جاجیم بافی است که دارای شهرت جهانی و در گذشته تولیدات مردم منطقه اعم از خصوصی یا کارگاه صنایع دستی که وابسته به سازمان صنایع دستی بوده علاوه بر استان‌های مختلف کشور به کشورهای دیگر نیز صادر می‌شد.
جاجیم این منطقه در خرداد ماه سال ۱۳۹۷ به نام آلاشت ثبت ملی شد و نشان جغرافیایی ملی دریافت کرد.

## طوایف
مردم آلاشت از قومیت طبری هستند. طایفه سوادکوهی یکی از طوایف بزرگ قوم طبری می‌باشد. طایفه سوادکوهی آلاشت به تیره‌های پهلوان، رحمانی، جمشیدی، جورسری، رستم پور، رشیدی، گیلک، شهابیان، یوسف‌پور، قلی‌پور، ناصحی، ملا، امینی، عرب، احمدی، احمدیان، دله و باقری تقسیم می‌شوند.

## نگارخانه

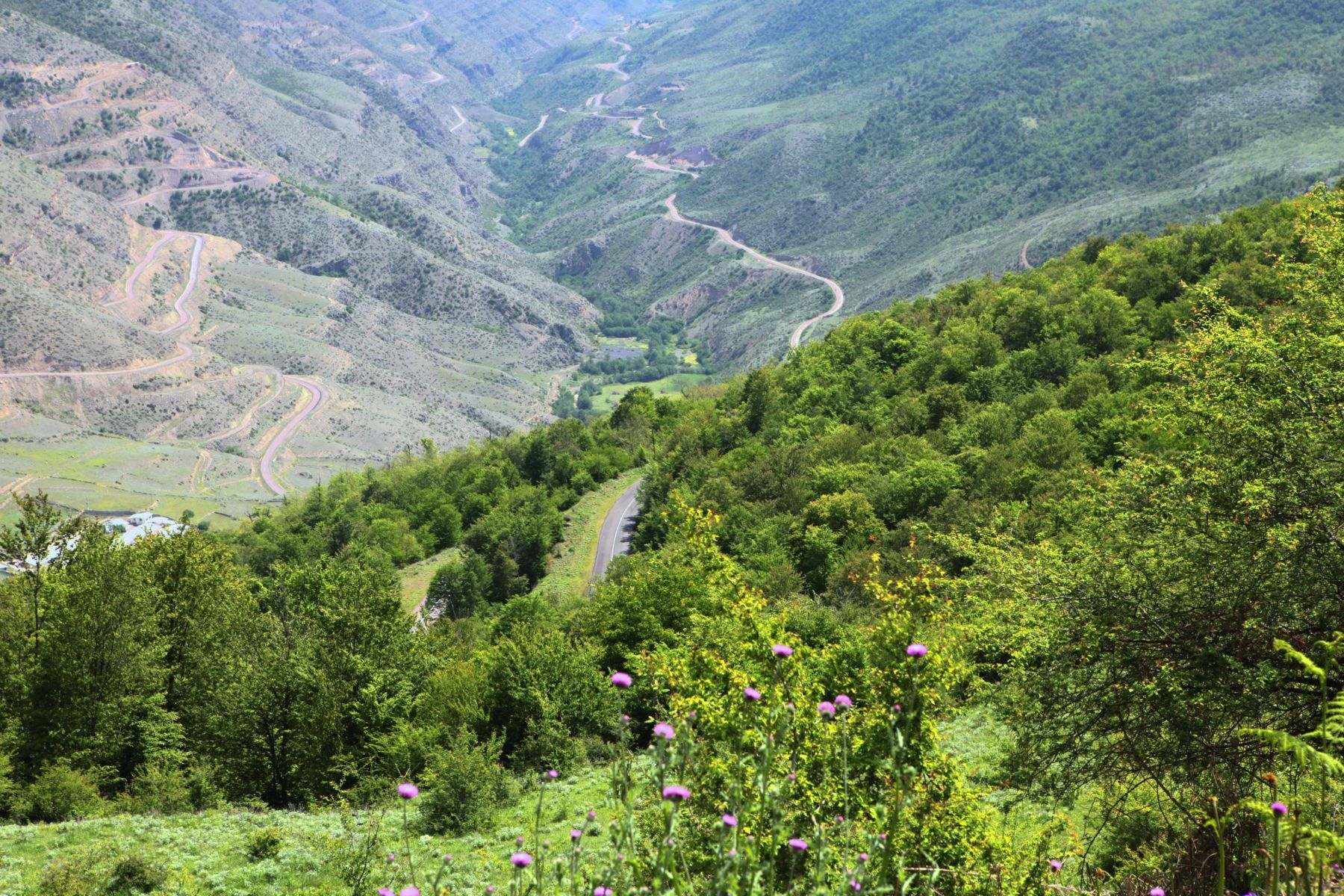
نمایی از جاده آلاشت
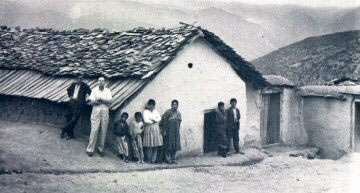
زادگاه رضا شاه در آلاشت
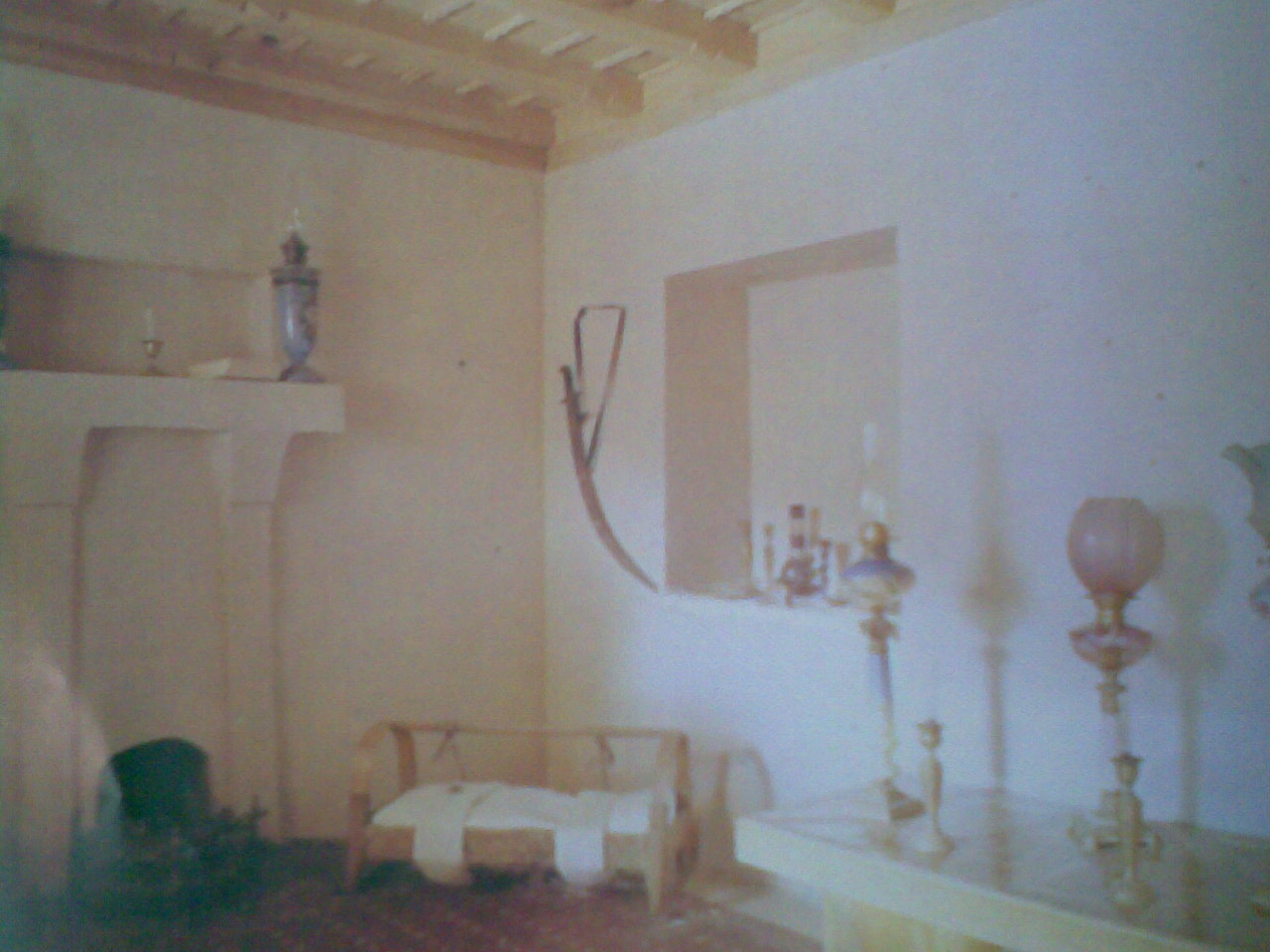
اتاق زادگاه رضا شاه در آلاشت